# Sōya (phó tỉnh)
Sōya (宗谷総合振興局 Sōya-sōgō-shinkō-kyoku) là phó tỉnh của Hokkaidō, Nhật Bản. Tính đến ngày 1 tháng 10 năm 2020, dân số ước tính phó tỉnh là 28.577 người và mật độ dân số là 7,1 người/km2. Tổng diện tích thị trấn là 4.050,76 km2.

## Hành chính

### Thành phố, làng và thị trấn
| Tên                             | Tên        | Diện tích (km2) | Dân số | Huyện    | Loại đô thị | Bản đồ |
| Rōmaji                          | Kanji      | Diện tích (km2) | Dân số | Huyện    | Loại đô thị | Bản đồ |
| ------------------------------- | ---------- | --------------- | ------ | -------- | ----------- | ------ |
| Esashi                          | 枝幸町     | 1.115,67        | 8.578  | Esashi   | Thị trấn    |        |
| Hamatonbetsu                    | 浜頓別町   | 401,56          | 3.841  | Esashi   | Thị trấn    |        |
| Horonobe                        | 幌延町     | 574,27          | 2.415  | Teshio   | Thị trấn    |        |
| Nakatonbetsu                    | 中頓別町   | 398,55          | 1.776  | Esashi   | Thị trấn    |        |
| Rebun                           | 礼文町     | 81,33           | 2.651  | Rebun    | Thị trấn    |        |
| Rishiri                         | 利尻町     | 76,49           | 2.169  | Rishiri  | Thị trấn    |        |
| Rishirifuji                     | 利尻富士町 | 105,69          | 2.665  | Rishiri  | Thị trấn    |        |
| Sarufutsu                       | 猿払村     | 590             | 2.884  | Sōya     | Làng        |        |
| Toyotomi                        | 豊富町     | 520,69          | 4.054  | Teshio   | Thị trấn    |        |
| Wakkanai (trung tâm hành chính) | 稚内市     | 761,47          | 33.869 | Không có | Thành phố   |        |